# Anton Klaus
Anton Klaus (30 de diciembre de 1829-22 de julio de 1897) fue un inmigrante, hombre de negocios y político estadounidense de origen alemán. Se desempeñó como el duodécimo alcalde de Green Bay, Wisconsin.

## Primeros años
Klaus nació en la ciudad de Bruttig, en la provincia del Rin en Prusia occidental (ahora Alemania occidental). Fue el cuarto de cinco hermanos.
Llegó por primera vez a Green Bay en 1849 y en 1853, estaba administrando con éxito un pequeño hotel, el Green Bay House. En 1854, Green Bay se incorporó como ciudad y en la primavera de 1855, Klaus fue elegido el primer tesorero de la ciudad. Sirvió un año como tesorero, pero luego regresó a su negocio hotelero.
Después del pánico de 1857, Klaus entró en la industria maderera, primero construyó un aserradero y luego adquirió otros. Con estos recursos ingresó al comercio de tejas. Durante la siguiente década, Green Bay creció hasta convertirse en el principal mercado de tejas del mundo y Klaus se convirtió en el mayor comprador, fabricante y comerciante del material en los Estados Unidos. Con su éxito, Klaus se convirtió en un importante inversor en Green Bay, comprando y construyendo por toda la ciudad. En el censo de 1870, Klaus enumeró el valor de su propiedad inmobiliaria en $120.000 (aproximadamente $2.350.000 en dólares de 2019).

## Carrera política
Después de su mandato como tesorero de la ciudad, Klaus se desempeñó más tarde como tesorero del condado de Brown. Sirvió en el Concejo Municipal durante tres períodos antes de ser elegido alcalde de Green Bay en la primavera de 1868. Fue reelegido dos veces en 1869 y 1870.

## Traslado al Oeste
El pánico de 1873 prácticamente llevó a la bancarrota a Klaus y en 1874 se trasladó al oeste para establecerse en Jamestown, Dakota del Norte. Resurgió en los negocios, comprando y vendiendo edificios, terrenos y casas y es considerado uno de los fundadores de la ciudad. Klaus donó un terreno para un parque municipal en Jamestown, Dakota del Norte, que recibió el nombre de Anton Klaus Park.

## Vida familiar y personal
Klaus se casó con Appolonia Whiteson el 8 de noviembre de 1853. Tuvieron cuatro hijos.
Klaus murió el 22 de julio de 1899 en Jamestown, Dakota del Norte, y fue devuelto a Green Bay. Su esposa lo precedió en la muerte y están enterrados juntos en el cementerio católico de Allouez en Green Bay.